# Plofkraak

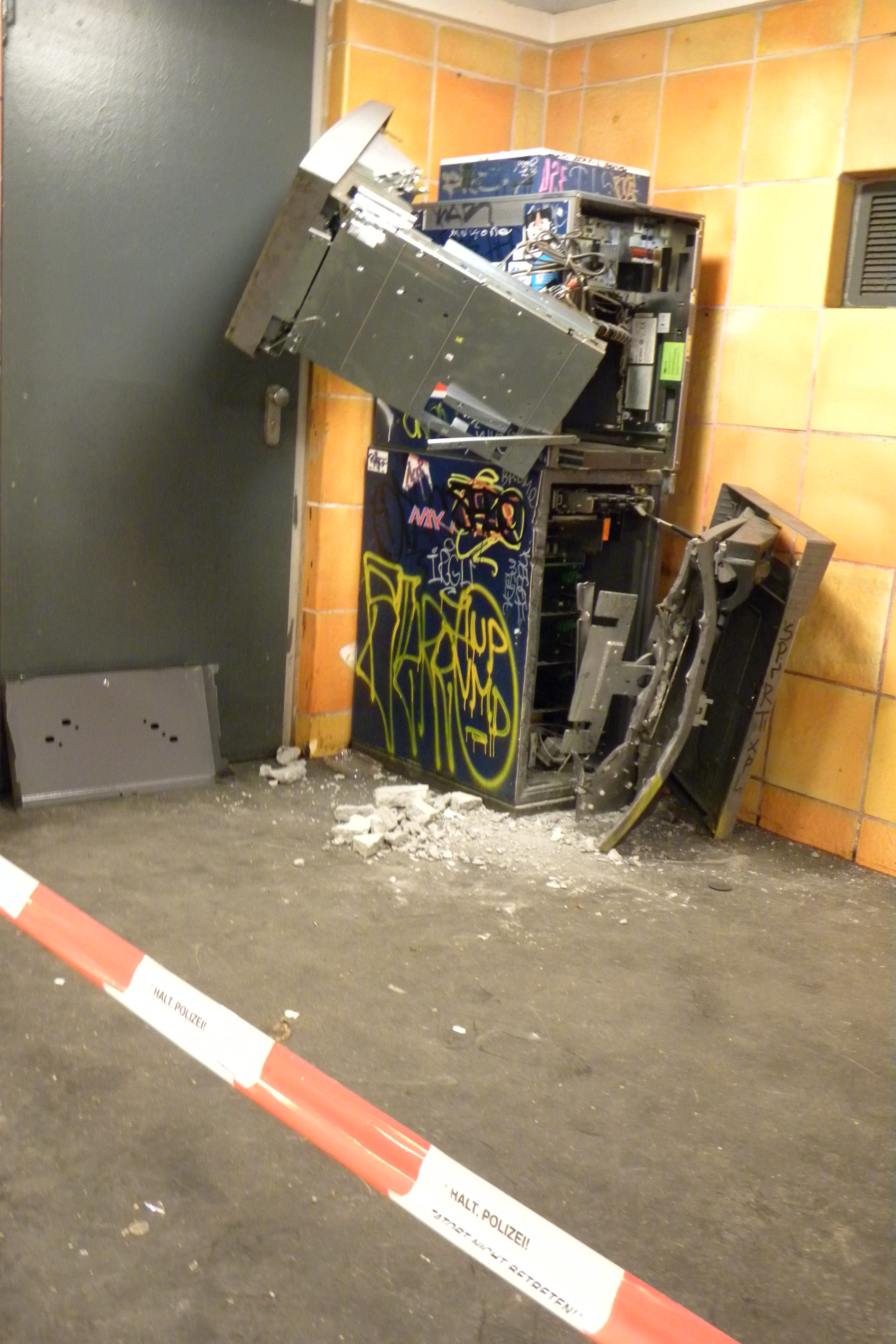
Geldautomaat in Berlijns metrostation na plofkraak

Een plofkraak is een misdrijf waarbij een geldautomaat tot ontploffing wordt gebracht, waarna de bankbiljetten kunnen worden meegenomen. De criminelen laten een explosief gas zoals acetyleen in de automaat lopen nadat zij de openingen in het apparaat hebben gedicht. Het gas in de automaat wordt tot ontploffing gebracht, waardoor het papiergeld vrijkomt. Explosieven worden ook gebruikt om de geldlade te forceren.
Er kan bij de werkwijze van criminelen een onderscheid worden gemaakt tussen de zogenoemde professionelen en de amateurs. Amateurs richten vaak enorme (bouwkundige) schade aan zonder dat ze toegang krijgen tot de kluis van de geldautomaat. Een vakkundige kraker weet exact hoeveel gas er gebruikt moet worden, welk gas of explosief gebruikt moet worden en wat de gunstigste plek in de geldautomaat is om het in te voeren. Hierdoor zal er een afgemeten explosie plaatsvinden die uitsluitend de kluisdeur ontwricht, waardoor de geldcassettes weg te nemen zijn.

## Maatregelen
Er zijn maatregelen mogelijk die een explosie sterk onderdrukken, waardoor de schade geminimaliseerd wordt. Zo zijn er drukmatten die een deel van de schokgolf absorberen. Dit kan voldoende zijn bij relatief kleine explosies. Er bestaat ook een methode die het gas detecteert en verdrijft of afzuigt en vervolgens de explosie voor onbepaalde tijd actief onderdrukt. Gekoppeld aan een alarmmelding naar de politie wordt bovendien de pakkans vergroot.
Ook kunnen maatregelen worden getroffen die het de daders moeilijk maken om na de explosie geld te mee te nemen. Zo'n maatregel is mistbeveiliging of het plaatsen van tralies achter de geldcassettes. Er is discussie over de zeer effectieve optie om geld waardeloos te laten worden als gevolg van een plofkraak, bijvoorbeeld door inktcassettes tussen het geld te plaatsen, of het geld te laten verbranden of verlijmen als gevolg van een explosie. Dat stuit vooralsnog tegen problemen in de regelgeving, omdat het in Nederland niet toegestaan is om geld waardeloos te maken.
Als maatregel om plofkraken tegen te gaan werd in Nederland in december 2019 besloten om alle geldautomaten tussen 23:00 en 7:00 te sluiten. Dit zou het minder aantrekkelijk moeten maken voor criminelen om plofkraken te plegen.